# باب راس
رابرت نورمن راس (انگلیسی: Robert Norman Ross؛ ۲۹ اکتبر ۱۹۴۲ – ۴ ژوئیه ۱۹۹۵) نقاش، معلم هنر و مجری تلویزیون آمریکایی بود. او بیشتر به عنوان سازنده و مجری برنامه لذت نقاشی که بیش از ۱۱ سال از شبکه پی‌بی‌اس در آمریکا و کانادا پخش شد، شناخته می‌شود. راس متعاقباً از طریق حضور پس از مرگش در اینترنت به‌طور گسترده‌ای شناخته شد.

## زندگی شخصی

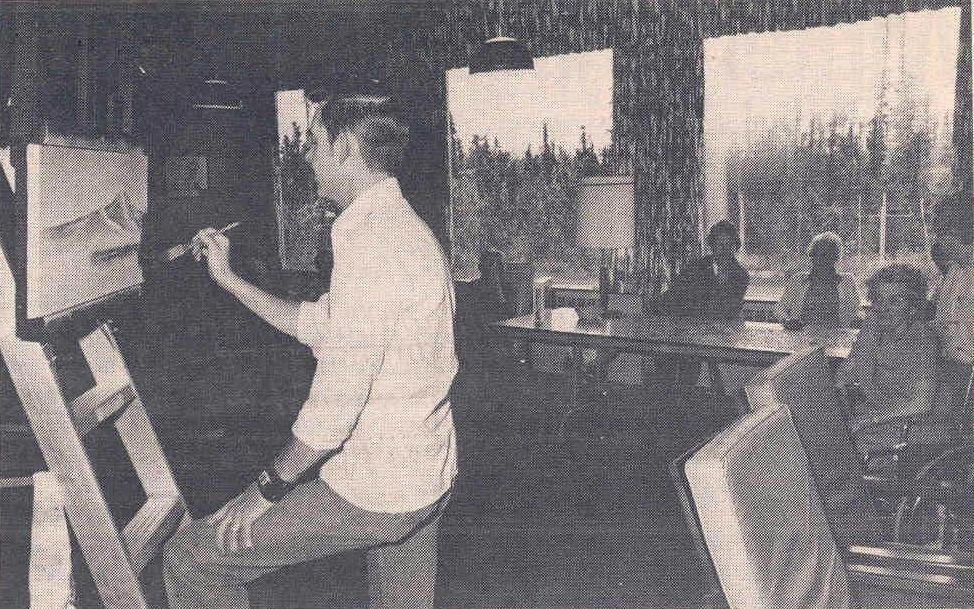
باب راس در حال نقاشی کردن در فربنکس در دوران حضورش در نیروی هوایی آمریکا، اواخر دهه ۱۹۷۰

باب راس در ۱۹۴۲ در شهر ساحلی دیتونا بیچ، فلوریدا به دنیا آمد. پدر باب یک نجار بود. در ۱۷ سالگی پس از اتمام دوران دبیرستان در اورلاندو، به نیروی هوایی آمریکا پیوست. با انتقال او به انکوریج، آلاسکا از طرف ارتش، او برای اولین بار کوه‌های پوشیده از برف را از نزدیک می‌بیند که بعدها الهام بخش بسیاری از نقاشی‌های او می‌شود. پس از پایان دوران خدمتش بود که به مدارس زیادی برای یادگیری نقاشی رفت، اما از کُندی رسم تابلوها با روش‌های کلاسیک خسته و ناکام شد و تصمیم گرفت در روش «مرطوب روی مرطوب» در نقاشی تحولی ایجاد کند و آن را بکار گیرد تا بتواند بسیار سریعتر نقاشی بکشد و نقاشی یاد بدهد و این دستمایهٔ اصلی تکنیک او شد.
باب پس از امتحان کردن روش‌های بسیاری در نقاشی، از جمله نقاشی آبرنگ، توانست روش ویژهٔ خود را که برگرفته از روش مرطوب روی مرطوب است ابداع کند. در روش‌های کلاسیک رنگ روغن معمولاً پس از خشک شدنِ یک لایه رنگ، لایهٔ بعدی و جزئیات بعدی را اضافه می‌کنند و به همین دلیل نمی‌توان یک اثر را یکباره خلق کرد. اما در روش مرطوب روی مرطوب می‌توان در کمتر از یک ساعت به‌طور کامل یک اثر را خلق کرد.

## برنامه تلویزیونی
برنامه او تحت نام «لذت نقاشی با باب راس» از ۱۹۸۳ آغاز به پخش شد و میلیون‌ها نفر در سراسر دنیا این برنامه تلویزیونی را مشاهده می‌کنند. او در برنامه‌هایش به همه ثابت می‌کند که همه می‌توانند مانند او نقاشی بکشند. او با کلام شیوا و بسیار جذابش و استفاده از استعاراتی مانند: «این ابر کوچولو داره اونجا شادی می‌کنه»، «شاد باشی کوه کوچولو» و… قدم به قدم ما را با روح آرام و دیدگاه زیبای خود از زندگی آشنا می‌کند.
او با گفتن «این مخلوقات کوچک خدا دارن اونجا برای خودشون زندگی می‌کنن» به ما یادآوری می‌کند که هر چیزی و هر کسی به دوست نیاز دارد، حتی یک بوته. او علاقه زیادی به کشیدن درخت داشت و در همه نقاشی‌هایش درخت می‌کشید.
برنامه تلویزیونی باب راس در ایران از ۱۳۸۰ توسط شبکه چهار صدا و سیما آغاز به پخش شد.
باب در سخنانش می‌گوید: ”هر روز، روز خوبی برای زندگی کردن است!“ و این جمله بسیاری از بینندگانش را به زندگی و آرامش تشویق می‌کند. به همین دلیل است که میلیون‌ها نفر در سراسر دنیا احساس نزدیکی با روح این مرد می‌کنند و او عمق دوستی را با وجود خود نمایش می‌دهد.
او تمام برنامه‌های خود را به صورت رایگان انجام داد و همین برنامه شهرت او را بسیار بیشتر کرد. او در تمامی برنامه‌هایش بدون دیدن منظره یا عکس، نقاشی می‌کشید.

## درگذشت
در چهار ژوئیه ۱۹۹۵ باب راس در ۵۲ سالگی بر اثر ابتلا به سرطان درگذشت.
پس از درگذشت باب، رئیس شرکت باب راس و از دوستان قدیمی او به نام آنیت کوالسکی از اسم و چهره او برخلاف میل باطنیش استفاده و سالانه میلیون‌ها دلار را به جیب زد.
مستندی در این رابطه به نام Bob Ross: Happy Accidents, Betrayal & Greed توسط نتفلیکس منتشر شده که به بررسی دقیق زندگی او می‌پردازد.